# Philippe Thys
Philippe Thys (Anderlecht, 8 d'octubre de 1890 - Brussel·les, 16 de gener de 1971) fou un ciclista belga tres vegades guanyador del Tour de França. Era anomenat Le basset.
El 1913 guanyà el Tour de França malgrat trencar la forquilla de la bicicleta i haver de trobar una botiga de bicicletes per arreglar-la. Aquesta reparació li va suposar una penalització de 10 minuts, però va acabar guanyant amb una avantatge de poc menys de nou minuts. El 1914 revalidà la victòria al Tour de França. La I Guerra Mundial aturà la seva carrera esportiva, però el 1920 encara seria capaç de tornar a guanyar el Tour de França per tercera vegada. Fins al 1955 Louison Bobet no serà capaç d'igualar la fita d'assolir tres Tours i no serà superada fins al 1963 quan Jacques Anquetil guanyi el quart dels seus cinc Tours.

## Palmarès
- 1910
  - Campió de Bèlgica de ciclo-cross
- 1911
  - 1r al Circuit Peugeot (Tour de França independent)
  - 1r a la París-Tolosa
  - 1r a la París-Torí
- 1913
  - 1r al Tour de França i guanyador d'una etapa
- 1914
  - 1r al Tour de França i guanyador d'una etapa
  - 1r a la París-Menin
- 1917
  - 1r a la París-Tours
  - 1r a la Volta a Llombardia
- 1918
  - 1r a la París-Tours
- 1919
  - 1r als Sis dies de Brussel·les (amb Marcel Dupuy)
- 1920
  - 1r al Tour de França i guanyador de quatre etapes
- 1921
  - 1r del Critèrium d'As
  - 1r a la París-Dijon (amb Jean Rossius)
  - 1r a la París-Lió (amb Jean Rossius)
- 1922
  - 1r a la París-Lió (amb Jean Alavoine)
  - Guanyador de cinc etapes al Tour de França
- 1923
  - 1r a la París-Lió (amb Jean Alavoine)
- 1924
  - Guanyador de dues etapes al Tour de França

## Resultats al Tour de França
- 1912. 6è de la classificació general
- 1913. 1r de la classificació general i d'una etapa
- 1914. 1r de la classificació general i d'una etapa
- 1919. Abandona a la 1a etapa
- 1920. 1r de la classificació general i de quatre etapes
- 1921. Abandona a la 2a etapa
- 1922. 14è de la classificació general i vencedor de 5 etapes
- 1923. Abandona a la 9a etapa
- 1924. 11è de la classificació general i vencedor de dues etapes
- 1925. Abandona a la 9a etapa